# Steve Bernier
Steve Bernier (* 31. März 1985 in Québec City, Québec) ist ein ehemaliger kanadischer Eishockeyspieler, der im Verlauf seiner aktiven Karriere zwischen 2001 und 2020 unter anderem 711 Spiele für die San Jose Sharks, Buffalo Sabres, Vancouver Canucks, Florida Panthers, New Jersey Devils und New York Islanders in der National Hockey League (NHL) auf der Position des rechten Flügelstürmers bestritten hat. Bernier verkörperte den Spielertyp des Power Forwards.

## Karriere
Bernier begann seine Karriere als Junior bei den Moncton Wildcats in der Ligue de hockey junior majeur du Québec. Sein Rookiejahr beendete er als viertbester Punktesammler unter allen Rookies und als drittbester seiner Mannschaft, zudem wurde er ins All-Rookie Team berufen. Sein bestes Jahr hatte Bernier in der Saison 2002/03, als er insgesamt 101 Punkte erzielte und die Saison als zehntbester Scorer der Liga abschloss. Neben der Berufung ins Second All-Star Team der Canadian Hockey League erhielt er auch den teaminternen MVP-Award der Wildcats. Die äußerst erfolgreiche Saison bescherte ihm auch einen Platz im Kader Team Kanadas für die U18-Weltmeisterschaft in Russland. Neben dem Titelgewinn sammelte der Kanadier acht Punkte in sieben Spielen und beeindruckte die Scouts der Profi-Teams nachhaltig, trotz seines schlechten Konditionszustandes und limitierter Eislauffähigkeiten. Dies hielt die San Jose Sharks aber nicht davon ab ihn im NHL Entry Draft 2003 an 16. Stelle auszuwählen. Um in diese günstige Position zu gelangen, hatten sie zuvor Wahlrechte an den Positionen 21, 66 und 107 abgegeben. Nach dem Draft arbeitete Bernier an seinem Fitnesszustand und nahm fünf Kilogramm ab. In der Saison 2003/04 fielen Berniers Statistikwerte erstmals, mit 82 Punkten war er jedoch immer noch zweitbester Punktesammler seines Teams. Trotzdem keimte Kritik auf, vor allem wegen seiner Fitnessprobleme, doch Bernier arbeitete an seinem Spiel und entwickelte sich zu einem starken Spieler mit offensiven und defensiven Fähigkeiten, so wie es die San Jose Sharks wollten. In den Playoffs stellte er seine Führungsqualitäten dann mit 17 Punkten in 20 Spielen unter Beweis. Zu Beginn der Saison 2004/05 spielte Bernier mit dem Gedanken in der neu gegründeten WHA2 zu spielen. Bernier verblieb dann aber bei einem sehr defensiv eingestellten Team in Moncton, bei dem seine Offensiv-Statistikwerte weiter fielen. Dennoch verbesserte sich durch die defensive Spielweise des gesamten Teams auch seine individuellen Defensiv-Fähigkeiten. Durch seine geringere Punktausbeute und steigende Strafminuten rutschte Bernier schnell von der Liste der zukünftigen Top-Jugendspieler der National Hockey League. Er beendete die Saison trotz seiner „nur“ 71 Punkte als bester Scorer seines Teams, ganze 24 Punkte vor dem zweitplatzierten. Nach dem Ausscheiden in den Playoffs unterzeichnete er seinen ersten Profivertrag bei den San Jose Sharks.

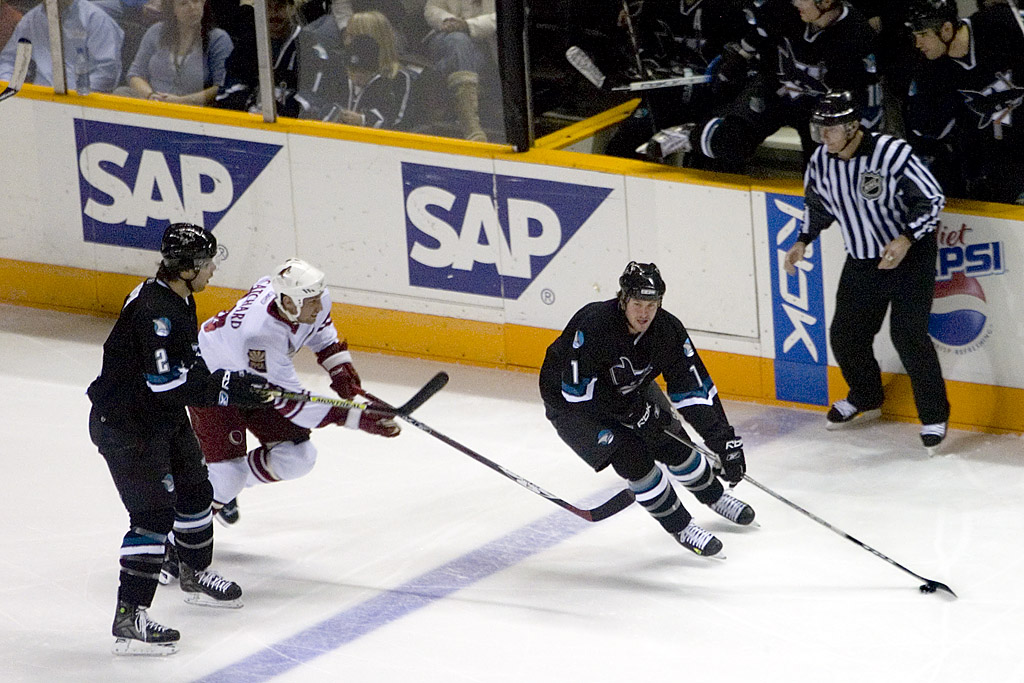
Steve Bernier (links) gemeinsam mit Mark Bell (rechts) und Dave Scatchard

Bernier begann seine erste Saison als Profi bei den Cleveland Barons, dem damaligen Farmteam der Sharks in der American Hockey League. Nach beeindruckenden 43 Punkten in 49 Spielen beriefen die Sharks den Rookie noch im Saisonverlauf in die NHL. Trotz der früheren Kritik beeindruckte der Kanadier auch dort mit 27 Punkten in 39 Spielen, obwohl ihm in den ersten zehn Spielen nur ein Punkt gelungen war. Auch zu Beginn der Saison 2006/07 fand sich Bernier im NHL-Kader der Sharks wieder und zeigte Anzeichen, dass er sich über die Sommerpause hinweg zu einem starken Power Forward entwickelt hatte. Im Januar 2007 wurde er nach schwächeren Leistungen zurück in die AHL zu den Worcester Sharks, dem neuen Farmteam San Joses, geschickt. Nach einem dort erlittenen Zehenbruch kehrte der Kanadier erst im Februar an die Westküste zurück, wo er die Saison auch beendete. Er verbesserte zwar seine Punktausbeute aus dem Vorjahr, benötigte dafür aber deutlich mehr Spiele. In ähnlicher Verfassung präsentierte er sich auch über weite Teile der Saison 2007/08, wodurch er am Transferschlusstag mit einem Erstrunden-Draftrecht im Tausch für Brian Campbell und ein Siebtrunden-Draftrecht zu den Buffalo Sabres abgegeben wurde. Dort fasste Bernier zunächst schnell Fuß, wusste mit neun Punkten aus 17 Partien aber nur teilweise zu überzeugen. Erschwerend kam hinzu, dass sein Vertrag auslief und er am Ende der Spielzeit als Restricted Free Agent galt. Da die Sabres kein Interesse an einer Weiterverpflichtung zu verbesserten Konditionen hatten, gaben sie seine Transferrechte im sich anschließenden Sommer für einen Zweitrunden-Draftpick im NHL Entry Draft 2010 und ein Drittrunden-Wahlrecht im NHL Entry Draft 2009 an die Vancouver Canucks ab. Diese ließen sich mit der Aushandlung eines neuen Vertrages zunächst Zeit, wodurch die St. Louis Blues die Chance nutzen und Bernier einen sogenannten Offer Sheet unterbreiten. Die Blues boten ihm einen Einjahresvertrag dotiert mit 2,5 Millionen US-Dollar, den die Vancouver Canucks jedoch umgehend auch gewillt waren zu zahlen und somit Bernier automatisch verpflichteten.
Im Juni 2010 wurde Bernier in einem Tauschgeschäft zu den Florida Panthers transferiert. Nach der Saison 2010/11 erhielt er keinen neuen Vertrag bei den Panthers. Im September 2011 nahm der Kanadier am Trainingslager der New Jersey Devils teil, mit denen er sich allerdings nicht auf einen Arbeitsvertrag einigte. Schließlich wurde er im Oktober 2011 von den Albany Devils aus der AHL verpflichtet. Erst im Januar 2012 unterzeichnete er zu den Minimalkonditionen einen Vertrag bei New Jersey. Nach knapp dreieinhalb Jahren in New Jersey wurde sein auslaufender Vertrag nach der Saison 2014/15 nicht verlängert, sodass er im September 2015 als Free Agent einen Einjahresvertrag bei den New York Islanders unterzeichnete. Dieser wurde im Oktober 2016 sowie im Juni 2017 um ein bzw. zwei Jahre verlängert, ehe er schließlich im Sommer 2019 einen auf die AHL beschränkten Kontrakt bei den Sound Tigers erhielt. Nach der Spielzeit 2019/20 beendete der Kanadier seine aktive Spielerkarriere.

## Erfolge und Auszeichnungen
| - 2002 LHJMQ All-Rookie Team - 2003 Teilnahme am CHL Top Prospects Game - 2003 CHL Second All-Star Team | - 2003 LHJMQ Second All-Star Team - 2004 LHJMQ Second All-Star Team |

### International
- 2003 Goldmedaille bei der U18-Junioren-Weltmeisterschaft

## Karrierestatistik

### International
Vertrat Kanada bei:
- U18-Junioren-Weltmeisterschaft 2003

(Legende zur Spielerstatistik: Sp oder GP = absolvierte Spiele; T oder G = erzielte Tore; V oder A = erzielte Assists; Pkt oder Pts = erzielte Scorerpunkte; SM oder PIM = erhaltene Strafminuten; +/− = Plus/Minus-Bilanz; PP = erzielte Überzahltore; SH = erzielte Unterzahltore; GW = erzielte Siegtore; 1 Play-downs/Relegation; Kursiv: Statistik nicht vollständig)